# 黃明鎮
黃明鎮（1944年6月23日—)，台灣彰化縣人，以基督教信仰從事犯罪防治、矯正、修復工作。因為長期前往全台監所輔導教育受刑人，因此譽有台灣「監獄先生」之稱號。

## 生平

### 留美時期
為早日能當上「警察局長」，黃明鎮1971年自費前往美國加州州立大學攻讀「犯罪防治學」，課餘打工賺取學費，半年後，妻子來美依親夫妻二人一起打工，完成碩士學位。取得碩士學位後，再進入美國舊金山神學院深造，研究 「人類犯罪之源由及治本對策」。1976年黃明鎮自神學院畢業，在停車場中碰到一位住友銀行工作的小姐，告訴他說銀行需要一位會講廣東話的人。黃明鎮憑著在教會中與香港來的教友所學到的一點廣東話前去應徵並獲錄取，後來還當上人事訓練部門的幹部。四年後，通過加州政府社會服務部的應徵考試，到加州政府上班，主要工作是安頓來自各國的政治難民，尤其是越戰後的越南難民。有一年的感恩節教會邀請難民聚餐，一位越南難民代表致詞說：「對我們難民而言，天天都是感恩節。」，讓他對人間疾苦與生命價值有極深的體會。
黃明鎮在1986年，在暑假期間帶著一家人返台短宣。先後到台北土城少年觀護所、彰化少年輔育院向數百位少年傳道。在彰化少年輔育院課程結束後，一位更生團契派來的年輕駐院傳道，希望他能與更生團契總幹事陸國棟見面。陸國棟告訴黃明鎮：「他已七十多歲，像一部老爺車不知哪一天會拋錨。禱告求上帝給我一個接班人」，「我想你就是那位上帝要給我們的接棒人！」，「你們回去美國後禱告、禱告，如有感動就要順服！」。

### 接手台灣更生團契工作
起初黃明鎮到美國留學只想拿學位以便早日當上警察局長，然而十七年後回到台灣卻是一位全職傳道人。1988年7月，黃明鎮攜家帶眷回台灣來接手台灣更生團契工作，薪水不到原來五分之一。
自美國返台的黃明鎮牧師，為了親身體驗獄生活情形，請警大同學典獄長安排他在少年觀護所中住一天。他教少年犯禱告，勸他們要爭氣，不要再迷失。與一百多位少年犯同吃「牢飯」，伙食雖然有魚、有肉、有青菜比一般家庭伙食還好，但對囚犯而言，失去自由山珍海味也沒有滋味。當晚同房的七個孩子後來寫信感謝他一天一夜的陪伴，末了還問他：「叔叔，你什麼時候再回來？」這句話讓他對青少年有特別的負擔，也醞釀出後來的「信望愛少年學園」。體驗過「囚犯」生活之後，黃明鎮牧師更能將心比心，幫助犯人。
接手更生團契後，黃明鎮每個星期一會到各監所從事大型的佈道傳福音，星期二和星期四到台北看守所或台北監獄為受刑人做個別輔導；每一年把全省的監獄走過一遍，成為監所內的榮譽教誨師。黃明鎮碰過各式囚犯：如少年犯、女囚犯、重刑犯、死刑犯。監所常把裏面鬧房、不吃飯、想自殺，或擺著「爛命一條」的些頑劣分子交給他處理，經過他手的死刑犯已超過二百人。
經更生團契黃明鎮牧師幫助過的受刑人超過兩千人，再犯率大為降低。一般竊盜犯沒有宗教信仰者，其再犯率約為56%，但經黃明鎮所輔導過的更生人，則僅有3%的回籠率。

## 創建信望愛少年學園
為防範青少年犯罪，更生團契以美國德州卡法黎農場之模式，於1994年5月在花蓮縣政府登記成立信望愛少年學園，並於2000年2月完成一棟兩層綜合大樓及禮堂，在光復鄉設立信望愛少年學園，收容有犯罪之虞、行為偏差之青少年或受到家暴的原住民幼童，盼望問題青少年能脫離犯罪邊緣，培養健全人格。經過輔導青少年，絕大多數學園生都先後完成學業，或學習專業職業技能進入社會工作，沒有再度被判刑回監。
學園青少年曾在2006年的暑假以20天的時間，騎著單輪車環台一千公里。過程拍下『飛行少年』紀錄片，榮獲2008台北電影節最佳紀錄片獎。

## 輔導個案
- 死刑犯中溫錦隆臨走之前，見人就勸他要信耶穌；在刑場低頭禱告，並捐出一對眼角膜。
- 經過輔導的劉煥榮成為模範。模範並非「名氣大」，而是「作用大」。情緒不穩的囚犯，經他三言兩語一勸，就平靜下來；一些犯人怪父母會面不帶錢，被劉大哥說幾句，收斂許多。臨槍決前，他那句「黑道無英雄」的警語，震碎很多黑道大哥想逞血氣之勇的美夢。
- 吳新華強盜集團的成員李德善，處決那天凌晨說：「感謝主！如果他們不來，我就不能回去見天父！」
- 「新店之狼」施曙彧，捐出全部器官。
- 陳進興經黃明鎮牧師的開導下轉信耶穌，寫下五萬多字命名「我悔罪，請你原諒」的自傳，因爭議將書名更改為「罪人的遺書－－陳進興獄中最後告白」，他在臨刑前在「器官捐贈同意書」上簽名，捐贈器官包括：心臟、皮膚、肝臟等。
- 一名眷村長大的囚犯曾經是公務人員，白天上班晚上開賭場、收賭債，住五星級飯店總統套房揮霍。因槍械案坐牢，後來他悔改。之後律己甚嚴，省吃儉用，協助戒護人員擔任自治員，對穩定囚情，大有幫助。出獄後讀四年神學，再度踏入監獄成為第一位人犯出身的「監牧」。
- 考上台大社工系華岡之狼四度申請假釋遭駁回，決定放棄念台大。說出：「選擇放下，不要當個緊握糖果的小孩」的話。黃明鎮表示，楊姓更生人曾考取台灣大學社會系，人也聰明又對社工有興趣，教會計畫安排他到美國攻讀碩、博士學位。
- 游媽媽獨生兒子被不認識的青少年殺死，卻能走出陰霾擁抱殺人兇手。
- 八里「媽媽嘴」咖啡店女店長謝依涵犯下駭人聽聞的雙屍命案，以「信仰基督後已痛改前非」，主張她仍有教化可能。
- 2024年因鄭捷事件十週年接受聯合報專訪，公開表示「卅六年來，我輔導超過二百名死囚，鄭捷是最邪惡的一位。」[2]，並對媒體公佈鄭捷要求不可轉交給媒體的私人來往信件[3]。
- 輔導過清大王水溶屍案的主謀洪曉慧。

## 語錄
- 「即使一百隻羊的羊群裡只有一隻迷失了，都要把牠找回來。」
- 「我永遠不放棄他們！」
- 「我是兄弟變弟兄，我能，你也能！」
- 「把中輟生變成畢業生，畢業後再成為大學生，將來有一天，送他們出國留學，然後返回台灣，服務社會。」

## 著作
- 繫滿黃絲帶的老橡樹 文經出版社有限公司，2002-05-01 出版 （页面存档备份，存于）
- 監獄天使-黃明鎮 創意年代，2005-11-01 出版 （页面存档备份，存于）
- 感謝有你同行：讓人感恩惜福的28篇溫馨故事 雅書堂，2007-02-05 出版 （页面存档备份，存于）
- 親手抄聖經 文經出版社有限公司，2008-04-11 出版 （页面存档备份，存于）